# 律賊
律賊（俄语：вор в законе voř v zakone；白俄羅斯語：злодзей у законе zlodzey v zakone；格魯吉亞語：კანონიერი ქურდი kanonieri kurdi；亞美尼亞語：օրենքով գող orenk'ov goğ；亞塞拜然語：Qanuni oğru；英語：Thief in laws；更明瞭的譯法為「服從盜賊『律例』的罪犯」）指在前蘇聯、前蘇聯國家和俄羅斯的黑手党中擁有某程度的權力和高階的地位并受到尊敬的罪犯。律賊是后苏维埃世界中有組織犯罪中的菁英份子，他們的地位相當於意大利黑手黨的「教父」。據俄罗斯新闻渠道报道，独立的有组织犯罪集团大概有百余个。据此估计，全球律賊的數量大概在數百與一萬之間。律賊並不局限於俄羅斯裔，很多都是來自不同的國家，包括一些前蘇聯國家或前華沙公約國家，例如波蘭、捷克共和國和保加利亞。

## 歷史
亞塞拜然、亞美尼亞、車臣、印古什、格魯吉亞、俄羅斯和烏克蘭長久以來一直存在著罪犯和強盜。在1917年俄羅斯革命的動盪中，武裝歹徒數量激增，後來演變成有能力控制社會的重要角色。「罪犯文化」有專屬黑話、文化和律例，亦即是有所謂的「盜賊世界」。
1917年的革命後，蘇聯很快就重建了警察和法院系統，內務人民委員會（NKVD）的秘密警察幾乎徹底地鏟除了反叛的地下犯罪世界。在史達林治下，遍佈蘇聯的勞動改造營（Gulag）政治犯泛濫，西伯利亞惡劣的天氣與遙遠的距離使得中央政府的存在感變弱，在營中，一種新形式的頂尖犯罪組織浮面，那就是「律賊」（vory v zakone）。
律賊在勞改營裡形成一個社會，在服刑期間與出獄時，管理著俄羅斯的地下犯罪世界，他們「在國家安全委員會（KGB）管不著的地方，統治著蘇聯的黑暗濠溝」。 他們採用連坐法，並且發誓「徹底服從罪犯的律例，包括義務支持犯罪理想，拒絕合法的工作（必須以犯罪來維持生計）以及拒絕參與所有政治活動」。
舉例來說，當一名律賊（вор）身陷囹圄的時候，他必須拒絕工作，並且不能以任何方式協助典獄長。具體地舉例：當一名律賊囚犯行經守衛，那守衛要他敲響晚飯鐘聲，那名囚犯必須拒絕，要不他就是犯了協助守衛的罪，將受到其餘囚犯的裁決。律賊們組織自己的法庭，並由「光榮且恪守傳統的律賊」執行審判工作。要得到律賊團伙的承認，身上必須有特定的紋身，讓同伙們可以立即識別其身份。大部份的律賊囚犯都有紋身（其他囚犯幫他紋上），列明他們在罪犯世界的階級、他們的犯罪成就和他們之前被監禁的地方。例如，身上紋了一隻貓表示該罪犯曾單獨搶劫，紋了多隻貓則表示他曾和同伴一起搶劫。（詳見犯罪紋身）有傳聞表示，「當共產黨緊緊控制著政府和社會時，律賊們壟斷了犯罪」。

## 素卡戰爭
第二次世界大戰過後，勞改營的律賊勢力被蘇卡戰爭（俄語：Сучьи войны（複數）； Сучья война（單數）；英語Bitch Wars、Suka Wars）削弱。素卡戰爭即是正統律賊和素基（俄語：suki；英語：bitches，意譯賤人）之間的戰爭。「素基」是違反律賊法典的前地下犯罪世界成員，二戰時，他們加入了蘇聯軍隊去對抗納粹德國（以換取出獄）。
由於加入了軍隊，他們違反了律賊法典裡「拒絕以任何方式幫助政府」這一規條。二戰過後，數千名素基因為再次犯罪被逮捕。他們本來的位置被犯罪世界裡階級低微的囚犯頂替。素基們被鄙視為向警察告密的人，並且在監獄中遭到強暴。
大部份素基都很強悍，曾在二戰中經歷過殘酷的搏鬥的他們，擁有豐富的犯罪和殺人經驗，於是他們打算殺死所有「正統律賊」。最後兩派信念不合的人，便發生了長達數十載的所謂「素卡戰爭」。由於素基們數量龐大，很多勞改營被劃分為兩大陣營：「素基」營和「律賊」營。

## 蘇聯解體後
蘇聯在1990年代解體後，律賊們儼然成為俄羅斯犯罪集團的領頭羊（詳見俄羅斯黑手黨）。律賊組織「滲透了最高的政治和經濟階層，同時領導著在前蘇聯國家迅速增長的犯罪網絡」。律賊們被同伙授予頭銜，以承認他們必須顯示出一定的統御力、個人才幹、智慧、非凡領導能力，同時要證據充分的犯罪紀錄。一旦被承認，他們必須按照律賊法典生活。違反法典的刑罰通常是截斷肢體或死刑。據傳聞表示，「今時今日，律賊已經在全球散佈，遠至馬德里、柏林和紐約」，與及「律賊參與所有的犯罪活動，小至街頭打劫，大至上億元的洗黑錢，同時擔當俄羅斯罪犯派系鬥爭的仲裁者。」
當俄羅斯逐漸向資本主義靠攏，更多受過高等教育的罪犯亦逐漸將目標投向利潤更高的犯罪。這些新的犯罪元素首先出現於九十年代和千禧年代，並與大企業和政府息息相關。於是，正當「律賊們活躍於賭搏和零售」，他們在俄國的經濟和社會的重要性逐漸下降。但當大部份罪犯最終被逮捕並監禁，他們會接觸犯罪世界裡的高層們，以期在刑事制度裡獲益。
其中一個著名的律賊Vladimir Podatev，曾經被葉利欽委任為人權委員會的委員。但他曾經被定罪，包括謀殺、襲擊和強暴。另一個著名的律賊是Vyacheslav Ivankov，他是個有名的暴徒，在前蘇聯和美國曾被定罪，並於2009年被謀殺。